# Landtagswahlkreis Ludwigslust-Parchim IV
Der Landtagswahlkreis Ludwigslust-Parchim I (bis 2015: Parchim I) ist ein Landtagswahlkreis in Mecklenburg-Vorpommern. Er umfasst vom Landkreis Ludwigslust-Parchim die Stadt Parchim sowie die Ämter Eldenburg Lübz, Parchimer Umland und Plau am See.

## Wahl 2021
Bei der Landtagswahl in Mecklenburg-Vorpommern 2021 gab es in diesem Wahlkreis folgendes Ergebnis:
| Partei               | Direktkandidat      | Erststimmen      | Zweitstimmen     |
| -------------------- | ------------------- | ---------------- | ---------------- |
| SPD                  | Christian Brade     | 35,1 %           | 40,8 %           |
| AfD                  | Thore Stein         | 19,6 %           | 18,5 %           |
| CDU                  | Wolfgang Waldmüller | 19,3 %           | 14,2 %           |
| Die LINKE            | Steffi Pulz-Debler  | 10,7 %           | 9,5 %            |
| GRÜNE                | Bernd Schulz        | 3,3 %            | 3,4 %            |
| FDP                  | Philipp Zischke     | 5,0 %            | 5,1 %            |
| NPD                  | –                   | -                | 0,6 %            |
| Tierschutzpartei     | –                   | –                | 1,1 %            |
| Freier Horizont      | –                   | –                | 0,8 %            |
| Die PARTEI           | –                   | –                | 0,5 %            |
| FREIE WÄHLER         | Nadine Zabel        | 2,5 %            | 1,3 %            |
| PIRATEN              | –                   | –                | 0,3 %            |
| LKR                  | –                   | –                | 0,0 %            |
| DKP                  | –                   | –                | 0,1 %            |
| Bündnis C            | –                   | –                | 0,1 %            |
| TIERSCHUTZ hier!     | –                   | –                | 0,5 %            |
| dieBasis             | Peter Schabbel      | 4,4 %            | 2,3 %            |
| DiB                  | –                   | –                | 0,0 %            |
| FPA                  | –                   | –                | 0,0 %            |
| ÖDP                  | –                   | –                | 0,1 %            |
| Die Humanisten       | –                   | –                | 0,1 %            |
| Gesundheitsforschung | –                   | –                | 0,2 %            |
| Team Todenhöfer      | –                   | –                | 0,1 %            |
| UNABHÄNGIGE          | –                   | –                | 0,3 %            |
| Wahlberechtigte      | 37.731 Einwohner    | 37.731 Einwohner | 37.731 Einwohner |
| Wahlbeteiligung      | 69,9 %              | 69,9 %           | 69,9 %           |

## Wahl 2016
Bei der Landtagswahl in Mecklenburg-Vorpommern 2016 kandidierten folgende Personen und es gab folgende Ergebnisse:
| Partei           | Direktkandidaten    | Erststimmen | Zweitstimmen |
| ---------------- | ------------------- | ----------- | ------------ |
| SPD              | Christian Brade     | 28,3 %      | 32,0 %       |
| CDU              | Wolfgang Waldmüller | 24,9 %      | 19,7 %       |
| DIE LINKE        | Clemens Russell     | 14,4 %      | 12,8 %       |
| GRÜNE            | Ursula Karlowski    | 2,9 %       | 3,2 %        |
| NPD              |                     | -           | 3,2 %        |
| FDP              | Chris Rehhagen      | 2,6 %       | 2,8 %        |
| PIRATEN          |                     | -           | 0,5 %        |
| FAMILIE          |                     | -           | 1,5 %        |
| FREIE WÄHLER     | Petra Mannfeld      | 2,6 %       | 1,0 %        |
| Die PARTEI       |                     | -           | 0,2 %        |
| Die Achtsamen    | Angelika Lübcke     | 2,8 %       | 1,2 %        |
| ALFA             |                     | -           | 0,4 %        |
| AfD              | Harald Buhr         | 21,2 %      | 19,2 %       |
| Bündnis C        |                     | -           | 0,2 %        |
| DKP              |                     | -           | 0,1 %        |
| Freier Horizont  |                     | -           | 0,7 %        |
| Tierschutzpartei |                     | -           | 1,3 %        |
| Wahlberechtigte  | 60,2 %              | 60,2 %      | 60,2 %       |
| Wahlbeteiligung  | 60,2 %              | 60,2 %      | 60,2 %       |

## Wahl 2011
Die Landtagswahl in Mecklenburg-Vorpommern 2011 hatte folgendes Ergebnis:
| Partei          | Direktkandidat       | Erststimmen     | Zweitstimmen    |
| --------------- | -------------------- | --------------- | --------------- |
| SPD             | Christian Brade      | 31,3 %          | 37,8 %          |
| CDU             | Wolfgang Waldmüller  | 34,2 %          | 27,1 %          |
| DIE LINKE       | Ellen-Erika Raeschke | 18,3 %          | 16,9 %          |
| NPD             | Robert Polzin        | 5,3 %           | 5,5 %           |
| GRÜNE           | Jörgen Fuchs         | 5,9 %           | 5,3 %           |
| FDP             | Karsten Millies      | 2,7 %           | 2,2 %           |
| FREIE WÄHLER    | Gabriele von Fuchs   | 2,5 %           | 1,9 %           |
| FAMILIE         |                      |                 | 1,1 %           |
| PIRATEN         |                      |                 | 0,9 %           |
| AUF             |                      |                 | 0,2 %           |
| AB              |                      |                 | 0,2 %           |
| PBC             |                      |                 | 0,2 %           |
| Die PARTEI      |                      |                 | 0,2 %           |
| APD             |                      |                 | 0,1 %           |
| ödp             |                      |                 | 0,1 %           |
| REP             |                      |                 | 0,1 %           |
| Wahlberechtigte | 41251 Einwohner      | 41251 Einwohner | 41251 Einwohner |
| Wahlbeteiligung | 53,3 %               | 53,3 %          | 53,3 %          |

## Wahl 2006
Bei der Landtagswahl in Mecklenburg-Vorpommern 2006 kam es zu folgenden Ergebnissen:
| Partei          | Direktkandidat        | Erststimmen     | Zweitstimmen    |
| --------------- | --------------------- | --------------- | --------------- |
| SPD             | Hans-Heinrich Jarchow | 32,4 %          | 32,7 %          |
| CDU             | Wolfgang Waldmüller   | 35,1 %          | 31,0 %          |
| PDS             | Irene Müller          | 15,2 %          | 14,4 %          |
| FDP             | Hubert Brockmann      | 7,5 %           | 8,5 %           |
| NPD             | Manuel Poddey         | 7,1 %           | 7,7 %           |
| GRÜNE           | Bernd Schulz          | 2,1 %           | 2,2 %           |
| FAMILIE         |                       |                 | 1,2 %           |
| GRAUE           |                       |                 | 0,6 %           |
| WASG            |                       |                 | 0,4 %           |
| PBC             | Rudolf Kahl           | 0,8 %           | 0,3 %           |
| Deutschland     |                       |                 | 0,2 %           |
| Bündnis für M-V |                       |                 | 0,2 %           |
| AGFG            |                       |                 | 0,2 %           |
| AB              |                       |                 | 0,2 %           |
| Offensive D     |                       |                 | 0,1 %           |
| APD             |                       |                 | 0,1 %           |
| Wahlberechtigte | 43463 Einwohner       | 43463 Einwohner | 43463 Einwohner |
| Wahlbeteiligung | 59,9 %                | 59,9 %          | 59,9 %          |

## Wahl 2002
Bei der Landtagswahl in Mecklenburg-Vorpommern 2002 kam es zu folgenden Ergebnissen:
| Partei          | Direktkandidat        | Erststimmen     | Zweitstimmen    |
| --------------- | --------------------- | --------------- | --------------- |
| SPD             | Hans-Heinrich Jarchow | 42,0 %          | 43,4 %          |
| CDU             | Jörg Klingohr         | 33,0 %          | 30,9 %          |
| PDS             | Irene Müller          | 15,0 %          | 13,9 %          |
| FDP             | Hubert Brockmann      | 6,3 %           | 5,5 %           |
| GRÜNE           | Heidi Schrenk         | 2,0 %           | 2,2 %           |
| Schill          | Karl-Heinz Ehlert     | 1,6 %           | 2,1 %           |
| NPD             |                       |                 | 0,6 %           |
| SPASSPARTEI     |                       |                 | 0,6 %           |
| Bürgerpartei MV |                       |                 | 0,2 %           |
| REP             |                       |                 | 0,2 %           |
| GRAUE           |                       |                 | 0,2 %           |
| PBC             |                       |                 | 0,1 %           |
| V.P.M.V.        |                       |                 | 0,1 %           |
| SLP             |                       |                 | 0,0 %           |
| Wahlberechtigte | 40585 Einwohner       | 40585 Einwohner | 40585 Einwohner |
| Wahlbeteiligung | 71,6 %                | 71,6 %          | 71,6 %          |